# Річкові монітори типу «Smârdan»

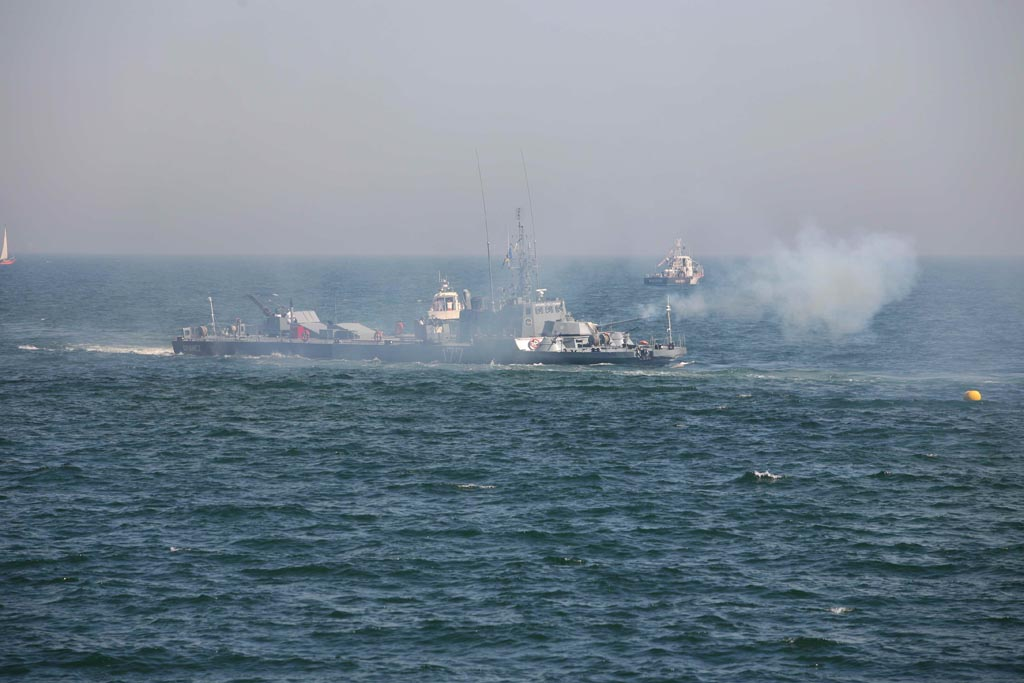
Монітор «Opanez» демонструє умовний обстріл надводної цілі, 15 серпня 2008 року

Річкові монітори типу «Smardan» входять до корабельно-катерного складу Військово-морських сил Румунії. Є частиною їх річкової флотилії. За кодифікацією НАТО: Brutar II — class. Побудовано п'ять кораблів цього типу.

## Питання класифікації
Офіційно були введені до складу флоту як броньовані артилерійські катери (vedete blindate). Зараз офіційно класифікуються як річкові патрульні катери (vedete de patrulare fluviala). Водночас, враховуючи їх розміри та потужне озброєння, ці бойові одиниці варто розглядати саме як річкові монітори. Так, побудовані у 1930-ті радянські річкові монітори типу СБ-37 мали приблизно ті ж лінійні розміри, що і «патрульні катери» типу «Smardan», але меншу водотоннажність та слабше озброєння.
До складу річкової флотилії Румунії входять також побудовані дещо пізніше річкові монітори типу «Mihail Kogălniceanu», які офіційно саме так і класифікуються — monitoare fluviala.

## Технічні характеристики
Водотоннажність (тонни): 320 (максимальна)
Лінійні розміри (метри: довжина — ширина — осадка): 45,7×8×1,5
Двигуни: 2 два дизельні; 2700 кінських сил.
Швидкість (крейсерська): 16 км/год
   Озброєння: ствольне: 1×100 мм (танкова башта), 2×30 мм (спарених), 10×14.5 мм (2 зчетверених, 2 одноствольні установки)
   Ракетне: 2×122 мм (реактивна система залпового вогню, 40 стволів).

## Кораблі
- Rahova (F-176) — включений до складу флоту 14 квітня 1988
- Opanez (F-177) — включений до складу флоту 24 червня 1990
- Smardan (F-178)  — включений до складу флоту 24 червня 1990
- Posada (F-179) — включений до складу флоту 14 червня 1992
- Rovine (F-180) — включений до складу флоту 30 червня 1993

Кораблі названі на честь невеликих населених пунктів Румунії.

## Служба
У 2018 році кораблі цього типу взяли участь у перших спільних українсько-румунських навчаннях на Дунаї «Riverine-2018». У їх ході відпрацьовували спільні дії із забезпечення безпеки цивільного судноплавства, проведення рятувальних та оглядових операцій, маневрування в специфічних умовах річкової навігації.
У 2019 два румунських "броньованих артилерійських катери" були залучені до других  спільних українсько-румунських навчаннях на Дунаї «Riverine-2019». Метою цих міжнародних тренувань є відпрацювання спільних дій багатонаціональних катерних тактичних груп для підвищення їхньої сумісності та можливостей для проведення операції з безпеки на річці Дунай.